# Бахаи в Молдове
Вера Бахаи в Молдавии появилась во время политики притеснения религии в Советском Союзе. До этого Молдавия, как часть Российской империи, имела косвенный контакт с бахаи ещё в 1847 году. В 1974 году в Молдавию прибыли первые бахаи, а после распада Советского Союза в конце 1991 года общины бахаи и соответствующие Национальные Духовные Собрания возникли во всех странах бывшего Советского Союза. В 1996 году Молдавия избрала собственное Национальное Духовное Собрание. Источники бахаи сообщили, что в 2004 году в Молдове было около 400 приверженцев. По оценкам Ассоциации архивов религиозных данных, в 2005 году насчитывалось около 527 бахаи.

## История региона

### В составе Российской империи
Самые ранние связи между бахаи и Молдавией относятся к периоду, когда Молдавия входила в состав Российской империи. История этого времени восходит к 1847 году, когда российский посол в Персии князь Дмитрий Иванович Долгоруков потребовал, чтобы Баба, глашатая Веры Бахаи, который был заключён в тюрьму в Маку, перевезли в другое место; он также осудил массовые убийства иранских религиозных деятелей и потребовал освобождения Бахауллы, основателя Веры Бахаи. В 1884 году Лев Толстой впервые услышал о бахаи; он симпатизировал некоторым её положениям. Кроме того, востоковед А. Туманский перевёл на русский язык в 1899 году в Санкт-Петербурге некоторые произведения бахаи. В 1880-х годах организованная община бахаи находилась в Ашхабаде и позже в 1913–1918 годах построила первый Дом Поклонения бахаи.
В 1904 году в Санкт-Петербурге была представлена пьеса поэтессы Изабеллы Гриневской «Баб», получившая высокую оценку Толстого и других рецензентов того времени.

### Советский период
В 1974 году Аннемари Крюгер, внучка швейцарского бахаи Огюста Фореля, прибыла как первый бахаи в Молдову и была названа Рыцарем Бахауллы.

### Развивающееся сообщество
В 1990 году по всему Советскому Союзу было образовано несколько Местных Духовных Собраний. После распада Советского Союза в конце 1991 года общины бахаи и соответствующие Национальные Духовные Собрания возникли в странах бывшего Советского Союза. Сначала в 1992 году Украина, Беларусь и Молдавия создали региональное Духовное Собрание. В 1994 году, в год 20-летия религии в Молдове и в год её регистрации национальным правительством, община бахаи была указана в отчёте ООН как имеющая 6 Местных Духовных Собраний. В 1996 году Молдавия избрала собственное Национальное Духовное Собрание.

## Современная община
В 2002 году несколько паломников-бахаи из многих бывших советских республик — России, Белоруссии, Узбекистана и Молдавии — смогли увидеть ныне умершего Десницу Али-Акбара Фурутана, бывшего жителя России. По состоянию на 2004 год, к 30-летию общины бахаи в Молдавии, бахаи заявили, что в Молдавии проживает около 400 бахаи, из них 150 — в Кишинёве. По оценкам Ассоциации архивов религиозных данных (в основном опирающейся на Всемирную христианскую энциклопедию), в 2005 году насчитывалось около 527 бахаи в Молдавии.

### Признание бахаи и общественная деятельность
С момента своего создания религия принимала участие в социально-экономическом развитии, начиная с предоставления большей свободы женщинам, провозглашая продвижение женского образования приоритетной задачей, и это участие нашло практическое выражение в создании школ, сельскохозяйственных кооперативов и больниц. Религия вступила в новую фазу деятельности, когда было опубликовано послание Всемирного Дома Справедливости от 20 октября 1983 года. Бахаи призывали искать пути, совместимые с учением бахаи, с помощью которых они могли бы участвовать в социальном и экономическом развитии сообществ, в которых они жили. В 1979 году во всём мире существовало 129 официально признанных проектов социально-экономического развития бахаи. К 1987 году количество официально признанных проектов развития увеличилось до 1482. В 2003 году в Молдавии состоялось первое празднование Всемирного дня религии, организованное бахаи Кишинёва. Радио Payâm-e-Dust («Радиопослание от друга») начало вещание на коротких волнах из Молдавии в 2001 году, с тех пор начало вещание из других мест и получило возможности интернет-вещания.
В мае 2007 года правительство Молдавии приняло закон, определяющий процесс признания религии. Для признания религии требовалось сто приверженцев, но однажды установленное признание становится автоматическим. В 2008 году правительство США отметило значительный прогресс в Молдавии в направлении консолидации демократических институтов и установления верховенства закона, особенно Конвенции 1951 года о статусе беженцев и Протокола к ней 1967 года, а также становления страной-партнёром НАТО. Правительство Молдавии поддержало резолюцию ООН A/RES/62/168, принятую Генеральной Ассамблеей 18 декабря 2007 года, об обеспокоенности, вызванной ситуацией с правами человека, и докладами специальных докладчиков и представителей о ситуации с правами человека в Исламской Республике Иран. В феврале 2008 года правительство Молдавии поддержало заявление президента Словении от имени Европейского Союза об ухудшении положения бахаи в Иране. Поддержка Молдавией заявлений ООН о бахаи в Иране была подтверждена в феврале 2009 года после объявления о судебном процессе над руководством бахаи в Иране, когда председательство Европейского Союза осудило этот процесс.